# 国府町立成器小学校
国府町立成器小学校（こくふちょうりつ せいきしょうがっこう）は、かつて鳥取県岩美郡国府町（現・鳥取市）にあった公立小学校。

## 概要
校名は1895年（明治28年）に当時の登儀村と上舟村が中国の古典「礼記」王制編の「錦文珠玉は成器にして市に粥かず」を引用して組合立小学校に命名したとされる（成器小学校史）。元鳥取大学教授の川口義克は創立100周年記念の同窓生名簿で校名を「立派な有能な人物が出るようにという願いのこもった言葉であり決心を表したもの」と解説している。また校章は「器」を図案化したものを使用していた。
2002年（平成14年）、谷小学校・大茅小学校と統合し国府東小学校開校に伴い、同年3月をもって閉校された。
上地（わじ）分校は独立校であった時期が約20年あったが、それ以外の約80年間は分校であった。県下では有数の完全分校であり鳥取大学の付属協力校や文部省のへき地教育研究指定校にもなった。しかし昭和45年度に61人いた児童数は同52年度には15人にまで激減したため1978年（昭和53年）に休校となり、そのまま再開することなく本校と同時に閉校となった。

## 沿革

### 本校
- 1873年（明治6年）12月5日 - 中河原小学校を法美郡中河原村505番地に創立。
- 1882年（明治15年）8月28日 - 神護分教場を神護村に設置。
- 1887年（明治20年）1月31日 - 荒船分校と神護分教場を本校に合併。
- 1895年（明治28年）12月28日 - 登儀村大字中河原村に校舎改築移転し、成器尋常小学校と改称。
- 1898年（明治31年）4月1日 - 高等科を設置し、成器尋常高等小学校と改称。大茅校区からも通学。
- 1918年（大正7年）4月1日 - 合併により所在地が成器村大字中河原となる。
- 1941年（昭和16年）4月1日 - 国民学校令により成器国民学校と改称。
- 1947年（昭和22年）4月1日 - 学制改革により成器村立成器小学校と改称。
- 1952年（昭和27年）11月1日 - 大茅村・成器村が合併し大成村発足に伴い大成村立成器小学校と改称。
- 1955年（昭和30年）3月 - 校舎・体育館改築。
- 1957年（昭和32年）1月1日 - 大成村・宇倍野村が合併し国府町発足に伴い国府町立成器小学校と改称。
- 1960年（昭和35年）5月 - 小学校・中学校共同給食室新築。
- 1973年（昭和48年）12月5日 - 創立100周年記念式典。記念カプセル建設（開扉は2023年12月5日予定）。
- 1984年（昭和59年）2月18日 - 積雪のため体育館崩壊。同年10月9日新体育館竣工。
- 1988年（昭和63年）2月4日 - 文部省指定「体力づくり研究推進校」を受ける。
- 2002年（平成14年）3月31日 - 閉校。

### 上地分校
- 1873年（明治6年）12月5日 - 上船小学校を法美郡上荒舟村に創立。
- 1882年（明治15年）8月28日 - 上船小学校を閉校し、中河原小学校上地分校を上地村に設置。同時に荒船分校を荒舟村に設置。
- 1887年（明治20年）1月31日 - 上地分校が移転・独立し、菅野簡易小学校を菅野村（後の大茅村大字菅野）に設置。小学校令により上地・菅野両村の独立校となる。
- 1890年（明治23年）3月 - 菅野簡易小学校を閉校し、中河原小学校上地分教場となる。
- 1894年（明治27年）1月 - 上舟村大字上地村125番地へ移転。
- 1906年（明治39年）12月23日 - 上地分教場が独立し、扇立尋常小学校となる。
- 1912年（大正元年）8月30日 - 上舟村大字上地村字森谷377に移転新築。
- 1918年（大正7年）4月1日 - 合併により所在地が成器村大字上地となる。
- 1926年（大正15年）3月 - 扇立尋常小学校閉校、成器尋常高等小学校上地分教場となる。
- 1952年（昭和27年）11月1日 - 大成村立成器小学校上地分校と改称。
- 1957年（昭和32年）1月1日 - 国府町立成器小学校上地分校と改称。
- 1963年（昭和38年）1月8日 - 移転新築（休校までの所在地）。
- 1964年（昭和39年）4月 - 鳥取大学教育実習生来校実習。
- 1968年（昭和43年）4月 - 文部省のへき地教育研究指定校となる。
- 1969年（昭和44年）2月- 給食室完成、完全給食開始。
- 1978年（昭和53年）4月27日 - 上地分校休校。

（参考文献：）

## 通学区域
- 新井、吉野、松尾、中河原、殿、山崎、神護、荒舟、上荒舟、上地

## 進学先中学校
- 国府町立大成中学校（成器小学校に併設、昭和54年度まで）
- 国府町立国府中学校（昭和55年度以降）

## 廃校後

### 本校
- 殿ダム工事事務所（監督詰め所）：殿ダム施工業者の現場事務所・作業員宿泊所が入居していたが、2012年4月に退去。
- アトリエ小学校：同校出身の画家、福田典高が運営。絵画展示ギャラリー、喫茶室[4]。
- おばけ屋敷：校舎隣接倉庫を改造、夏季のみ開催。

### 上地分校
- 跡地は扇の里交流館となっている[5]。

## 交通アクセス
- 鳥取駅バスターミナル：日ノ丸バス雨滝線「農協前」バス停下車。